# 马库斯·温克霍克
马库斯·温克尔霍克（德語：Markus Winkelhock，1980年6月13日—），是一位德国赛车手。他的父親為曼弗雷德·溫克霍克，曾是1980年代的一級方程式車手。

## 早期生涯
参加过多種不同赛事。

## 一級方程式賽車
2006年1月24日他成为了米德兰车队的一名试车手。
2007年欧洲大奖赛，他代表世爵车队参加比赛。排位赛时他排在最后一名，其他车手都使用干胎，只有他使用中性胎。比赛开始后下大雨，大多数赛车都进维修站换胎而落在后面，未进站的赛车也由于速度劣势而被温克霍克超越，温克尔霍克成为领跑者，他一度创造了33秒的领先优势。后来比赛暂停，一段时间后在安全车的带领下重新起跑。安全车退出后，他的领先优势立刻丧失。在第15圈由于液压故障而退出比赛，他共在赛道上领跑6圈。
这是他到目前为止唯一的一场F1比赛。

## 後賽車生涯
在F1之后，他参加了2007~2008年的DTM赛事。